# Pastorie (Niekerk - De Marne)

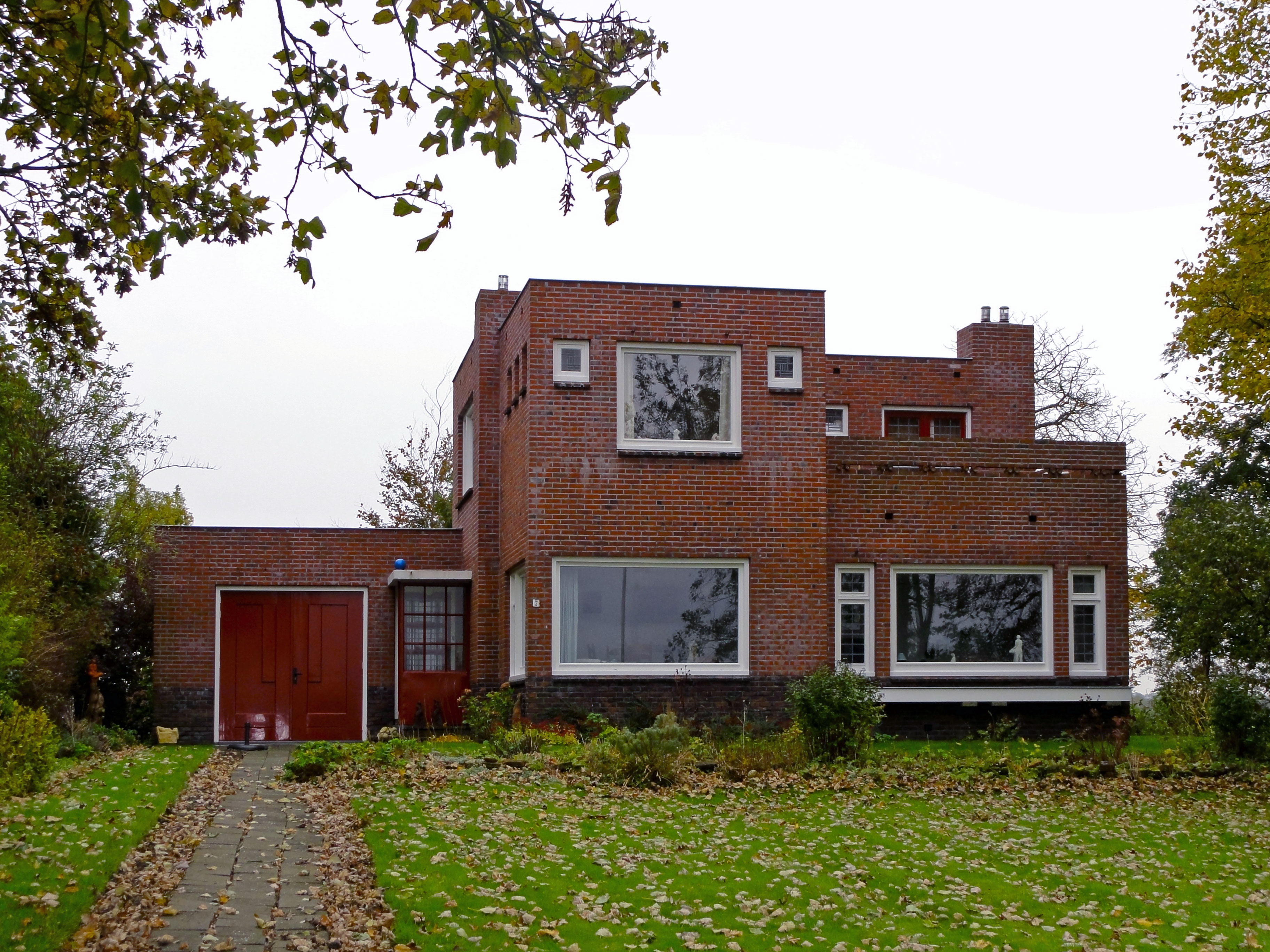
De pastorie aan de Kerkstraat te Niekerk anno 2010

De pastorie van de hervormde kerk in Niekerk in de Nederlandse provincie Groningen is een monumentaal pand, dat in 1938 werd gebouwd naar een ontwerp van de architect Willem Reitsema. Gekoppeld aan de pastorie werd ook een consistorie gebouwd.

## De pastorie
In opdracht van de hervormde gemeente van Niekerk ontwierp de architect Reitsema een nieuwe pastorie, die de oude pastorie uit 1867 moest vervangen. Het door Reitsma ontworpen bouwwerk is vormgegeven op een kubistisch expressionistische wijze. De blokvormige bouwdelen worden van elkaar gescheiden door gemetselde schoorstenen, die hoger zijn dan de bouwblokken. Grote rechthoekig vensters geven een extra accent aan het kubistische uiterlijk.
Het nog gave interieur bezit nog de originele indeling en bevat onder meer een trap met art decomotieven en geometrisch vormgegeven schouwen in de diverse kamers. Het hek naar de straat dateert nog uit de tijd van de oude pastorie uit de 19e eeuw. De woning en het hek zijn erkend als een rijksmonument.
Dezelfde architect ontwierp ook aan de Hoofdstraat in hetzelfde dorp een tuinderswoning met bijbehorende stookgelegenheid en schoorsteen.